# Organització territorial dels Estats Federats de Micronèsia
L'organització territorial dels Estats Federats de Micronèsia és fixada per la Constitució de 1978 que adopta el model estatunidenc de separació de poders i estructura federal.
La federació està formada per quatre estats, d'oest a est: Yap, Chuuk, Pohnpei i Kosrae. Cada estat té la seva pròpia constitució, amb un governador i sots-governador i un senador representant al Congrés Nacional. Els estats es subdivideixen en 74 municipalitats.

## Estats

Ubicació dels quatre Estats Federats de Micronèsia.

Del més occidental a l'oriental:
| Bandera            | Estat   | Superfície (km²) | Població | Capital |
| ------------------ | ------- | ---------------- | -------- | ------- |
| Bandera de Yap     | Yap     | 122              | 11.376   | Colonia |
| Bandera de Chuuk   | Chuuk   | 127              | 48.651   | Weno    |
| Bandera de Pohnpei | Pohnpei | 344              | 35.981   | Palikir |
| Bandera de Kosrae  | Kosrae  | 109              | 6.616    | Tofol   |